# Новоаксайское сельское поселение
Новоаксайское сельское поселение - сельское поселение в Октябрьском районе Волгоградской области. Административный центр - хутор Новоаксайский.

## География
Новоаксайское сельское поселение находится недалеко от Цимлянского водохранилища, на берегу небольшой реки Есауловский Аксай. Во время Великой Отечественной войны в этих местах проходили ожесточенные бои. Общая территория поселения - 53293 гектаров. Природа большей части поселения - это степи и небольшие холмы. Новоаксайское поселение известно песчаными холмами, являющиеся частью природного парка «Цимлянские пески», который местные жители называют "Кукушкой". В некоторых местах холмы состоят из белого песка, в других - темно-коричневого. В поселении имеется родник с очень чистой водой, богатой полезными минералами, уникальные свойства которого были по достоинству оценены жителями соседних деревень.

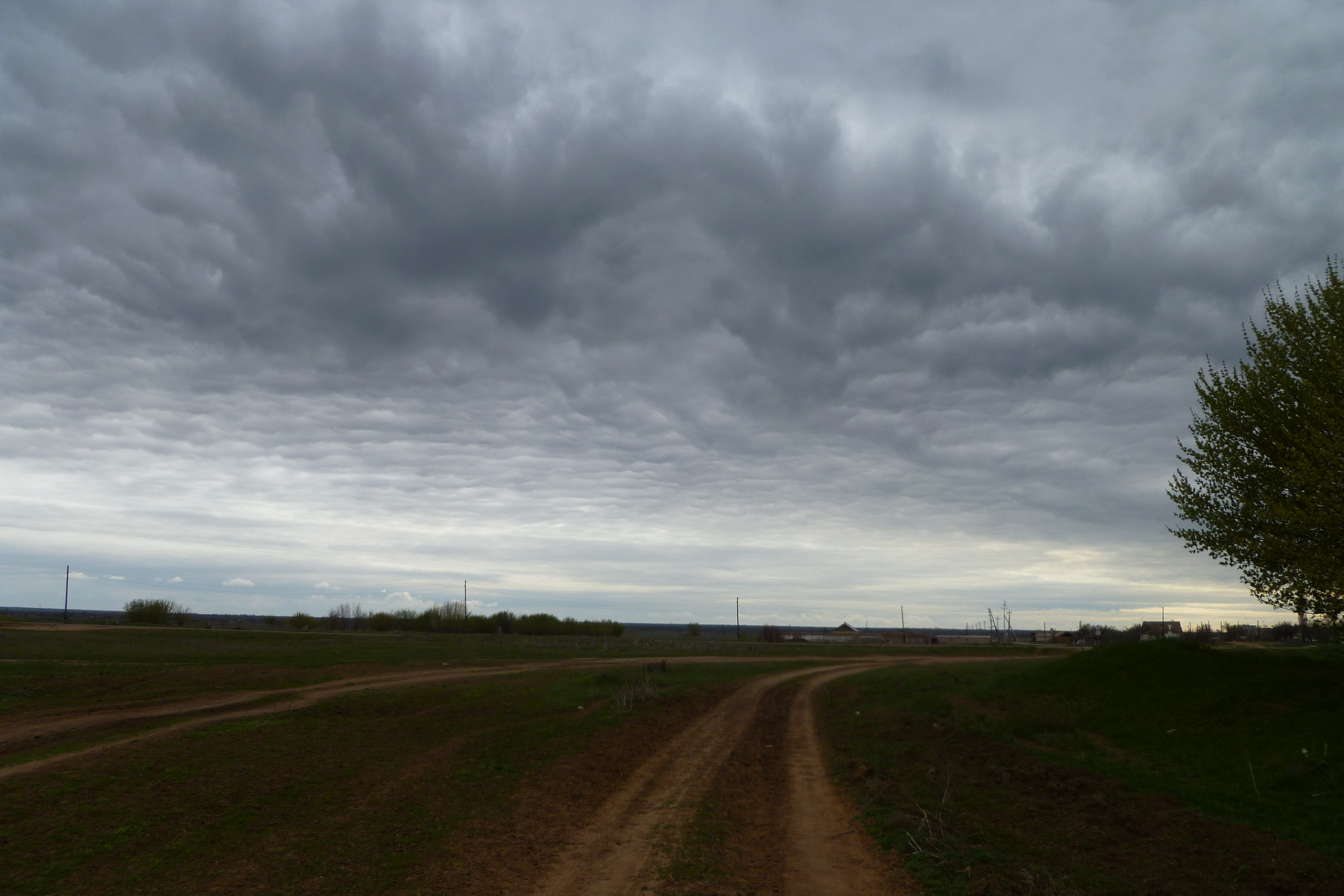
На окраинах села

## История
История создания Новоаксайского сельского поселения начинается с 1918 года, когда был образован Ново-Аксайский сельский совет. 

## Население
| 2010 | 2012 | 2013 | 2014 | 2015 | 2016 | 2017 |
| ---- | ---- | ---- | ---- | ---- | ---- | ---- |
| 758  | ↘748 | ↘731 | ↘724 | ↘714 | ↘706 | ↘701 |
| 2018 | 2019 | 2020 | 2021 |      |      |      |
| ↘685 | ↘666 | ↘662 | ↘643 |      |      |      |

## Состав сельского поселения
| № | Населённый пункт | Тип населённого пункта | Население |
| - | ---------------- | ---------------------- | --------- |
| 1 | Новоаксайский    | хутор                  | ↗742      |
| 2 | Новоромашкин     | хутор                  | 16        |

## Социальная сфера
На территории поселения расположена Новоаксайская средняя общеобразовательная школа на 400 мест, детский сад на 20 мест, сельский клуб, сельская библиотека, фельдшерский пункт, узел связи, 7 магазинов, приемный пункт комбината бытового обслуживания.

## Известные уроженцы
Кондауров Иван Александрович, Герой Советского Союза, полковник внутрунней службы, профессор, доктор исторических наук,награждён орденами Ленина, Отечественной войны I и II степени, Славы III степени, медалями. В боях Великой Отечественной войны старший сержант Кондауров отличился в 1945 году, когда его экипаж в числе первых форсировал Одер в районе г. Штейнау. Экипаж уничтожил 5 танков, 1 САУ, миномёт, батарею и много гитлеровцев. Имя Ивана Александровича носит  носит Новоаксайская средняя школа и улица в г. Волгограде.

## Достопримечательности
На территории Новоаксайского находится братская могила павших в боях за хутор в 1942 году. 
Утром 12 декабря 1942 года 2 танковые дивизии из группы армий «Дон» под командованием генерала Гота, начали наступление на Сталинград, используя превосходство в людях и артиллерии в 2 раза, в танках более чем в 6 раз, к исходу дня танковые части фашистов вышли южнее хутора к берегу реки Аксай. Здесь проходили ожесточенные бои. Именно поэтому октябрьскую землю называют землей горячего снега.